# Patronato de Protección a la Mujer
El Patronato de Protección a la Mujer (Patronat de Protecció a la Dona), originalment "Patronato Real para la Represión de la Trata de Blancas", va ser una institució pública activa entre 1902 i 1985, i depenent del Ministeri de Justícia .
En origen, va ser un organisme sota la protecció de la Corona i presidit per la reina Maria Cristina d'Habsburg-Lorena que tenia com a objectiu organitzar la lluita contra el tràfic de persones, principalment de dones, però la institució va ser modificada substancialment durant la dictadura de Francisco Franco, almenys sobre el paper, intentant centrar-se en el control i eliminació de l'exercici de la ; encara que en realitat es va centrar en l'internament d'adolescents que no combreguessin amb la moral del règim i va ser un element destacat de la repressió franquista contra les dones i de control de la sexualitat, si bé es va mantenir actiu fins al final de la Transició .
Durant el període franquista, aquesta institució disposava de centres d'internament de caràcter tancat i regentat generalment per ordres religioses que podien tancar els que es trobaven «caigudes o en risc de caure», és a dir, dissidents de l'estereotip de dona nacionalcatòlica, com van ser nenes rebels, amb problemes de salut mental . Les joves podien ingressar en aquests centres portades allà per batudes de la policia en prostíbuls, per «conducta immoral», denúncies de familiars i particulars, a petició de les autoritats civils i religioses col·laboradores oa sol·licitud de la pròpia interessada o dels seus pares.
El patronat s'estructurava en una Junta Nacional la presidenta d'honor de la qual era l'esposa de Franco, Carmen Polo, i en cinquanta Juntes Provincials. El vicepresident de la Junta de Pontevedra va ser diversos anys Cándido Conde-Pumpido Ferreiro, fins al seu trasllat a Madrid en 1974.

## Història

### Origen
El 1902, un Reial Decret d'11 de juliol va crear al Ministeri de Justícia el «Patronat Reial per a la Repressió del Tracte de Blanques», entitat abolicionista de la prostitució que després va ser reformat el 1904 i 1909. Amb l'arribada de la Segona República espanyola es va reorganitzar el 1931 amb el nom de «Patronat de Protecció a la Dona», de caràcter laic i amb fins d'apoderament femení, que va ser dissolt el 1935, encomanant les seves facultats al Consell Superior de Protecció de Menors.

### Dictadura
Instal·lada la dictadura franquista després de la victòria del bàndol revoltat a la guerra civil espanyola, per Decret de 6 de novembre de 1941, es va tornar a crear el Patronat de Protecció a la Dona, sent la seva presidenta d'honor Carmen Polo . Segons aquest article, la finalitat del Patronat era la dignificació moral de la dona, especialment de les joves, per impedir-ne l'explotació, apartar-les del vici i educar-les d'acord amb els ensenyaments de la religió catòlica . No obstant això, aquesta educació era en realitat mínima o inexistent. Les seves funcions es van aplicar en dues línies fonamentals: l'intervencionisme estatal en la intimitat i la persecució i la reeducació de la dona desviada.
Tenia la facultat d'adoptar mesures protectores i tutelars, denunciar els fets delictius i proposar les reformes legislatives que estimés necessàries. Per això es va establir que a cada capital de província hi hagués una Junta de Protecció a la Dona i fossin creades en altres ciutats.
El Patronat s'encarregava de la protecció de les menors de 16 a 21 anys o fins a 25 en casos especials. Les joves podien passar a la tutela del Patronat per diverses vies: Tribunals, particulars o altres autoritats. En cas de prostitució solien ser recloses per mandat judicial; en altres casos eren recollides dels carrers per la Policia per estar fugides de casa o trobar-se en establiments de dubtosa moralitat. També podien ser internades pels seus pares o podien ingressar per voluntat pròpia, passant el Patronat a suplir les funcions de la família.
Als centres la correspondència estava censurada, no existia llibertat per fer trucades telefòniques ni sortir al carrer, les internes tampoc no podien parlar amb companyes d'altres pavellons. Estaven sotmeses a un adoctrinament religiós sever amb cambres i cel·les de càstig.
Les internes lesbianes van ser sovint traslladades al psiquiàtric de Ciempozuelos o al d'Arévalo ( Àvila ). En les anomenades «maternitats» del Patronat, va destacar la Maternitat de La nostra Senyora de l'Almudena al barri de Peñagrande de Madrid, en funcionament entre 1955 i 1984.

### Final del Patronat
Al setembre de 1983 , l'adolescent de 15 anys Inmaculada Valderrama va morir presumptament en intentar escapar del reformatori de San Fernando de Henares a Madrid. Ho va intentar despenjant-se amb uns llençols lligats a través d'una finestra d'un dels centres del Patronat dirigit per les Croades Evangèliques. Després del fet, el president del Consell Superior de Menors, Enrique Miret, va visitar el lloc i va emetre un informe sobre les males condicions de les adolescents recloses. A partir de llavors, les competències en matèria de protecció a la dona van anar se a les comunitats autònomes . El Patronat va desaparèixer definitivament el 1984.

## Memòria
Va ser l'escriptora Consuelo García del Cid Guerra qui va treure a la llum la història d'abusos, tortures, robatori de nadons i violacions dels drets humans comesos pel Patronat de Protecció a la Dona amb el seu assaig publicat el 2012 Les desterrades filles d'Eva . L'autora va passar per reformatoris franquistes dependents del Patronat. El maig del 2023, l'escriptora, en representació del moviment Justícia per a les Represaliades del Patronat, va conferir al Parlament de Catalunya sobre el Patronat, sol·licitant una comissió específica d'investigació i el perdó públic de les congregacions religioses que operaven els centres de la institució.
La doctora en història contemporània Carmen Guillén Lorente va fer la seva tesi doctoral El Patronat de Protecció a la Dona: prostitució, moralitat i intervenció estatal durant el franquisme (2018), i continua donant a conèixer aquesta institució i la repressió que van patir les dones durant el franquisme.
 es va estrenar el curt documental Els buits, que va guanyar el premi al millor curtmetratge documental al Festival de Màlaga .
El 9 de juny del 2025, la Confederació d'agrupacions religioses que van estar a càrrec dels centres del Patronat de Protecció de la Dona va demanar disculpes públiques a les supervivents del Patronat de Protecció a la Dona pels abusos soferts als seus centres.